# Райнштейн, Борис
Борис Исаевич Рейнштейн (англ. Boris Reinstein; 1866—1947) — политический деятель США, социалист. Настоящая фамилия Давидсон.
Родился в г. Ростове (Российская империя). Получил среднее фармацевтическое образование. Принимал участие в революционной деятельности, за что подвергался арестам. Был выслан из России и некоторое время проживал в Париже. В 1901 году эмигрировал в США, где становится активистом Социалистической трудовой партии Америки. Некоторое время жил в пригороде г. Буффало, где открыл аптеку. Выдвигался СРПА на пост вице-губернатора штата Нью-Йорк в 1904 году (на пост губернатора выдвигался лидер партии Даниэль Де Леон) и в 1916 (на пост губернатора выдвигался Иеремия Кроули).
В июле 1917 года приехал в Россию в качестве переводчика миссии Американского Красного Креста. По другим данным, был нелегально направлен своей партией в Стокгольм для участия в Социалистической конференции, но в ходе работы конференции примкнул к большевикам и выехал в Россию. После Октябрьской революции работал в большевистском правительстве главой отдела пропаганды мировой революции, в 1918 году вступил в РКП(б). В силу свободного владения русским и английским языками, а также опыта проживания в США стал незаменимым организатором и участником всех мероприятий в Советской России с участием американцев. Также Рейнштейн ведал вопросами пропаганды среди американских и английских солдат, участвовавших в военной интервенции в России.
Принял участие в Первом конгрессе Коммунистического интернационала в качестве делегата с правом решающего голоса (хотя формально не имел полномочий представлять СРПА). Выступил на конгрессе с коротким заявлением, в котором признался, что не обладает свежей информацией о положении в социалистическом движении своей страны (США), поскольку уже давно ее покинул, но пообещал поддержку американского революционного движения в случае возникновения такой необходимости.
После конгресса некоторое время работал в исполкоме Коминтерна, в дирекции Коммунистического университета, в Профинтерне; с 1924 по 1938 г. — заведующий архивом Коминтерна, в 1924 г. делегат V конгресса Коминтерна от делегации РКП(б). В 1936 г. был исключен из партии за связи с троцкистами, за «непроявление партийной бдительности к врагам партии и народа и за то, что не подвергал самокритике свои объективно троцкистские колебания в 1923 г.», однако, в результате ряда сообщений в партком ВКП(б) в ИККИ, в 1938 г. постановление заменено сначала на вынесение строгого выговора, а затем постановкой на вид.
Последние годы жизни был редактором журнала «Советланд», выходящего на английском языке.
Автор книги «Коммунистический интернационал».
Летом 1922 года приезжал в США, затем вернулся в Советскую Россию. Умер в 1947 году, похоронен на Новодевичьем кладбище в Москве.